# 王观 (三国)
王觀（2世紀—260年），字偉臺，東郡廩丘人。東漢末及三國時曹魏官員。

## 生平
王觀自少孤貧但有志氣，後得到曹操召為丞相文學掾，又先後出任高唐、酇縣和任縣縣令，在當地都有治蹟和稱許。黃初元年，曹丕稱帝，漢朝被取代。王觀任尚書郎、廷尉監。後又先後出任南陽和涿郡太守。
當時涿郡在北方邊境，與鮮卑勢力範圍接壤，於是多次遭到鮮卑族進攻搶掠，王觀於是命令當地邊境的人每十家人以上就一起屯居，並修築京候以防備侵擾。當時有人不願作這些工事，王觀則派當地官員回鄉協助他們修築，並不設下期限，只要待完成後回來就可。當時的官民因而都十分齊心，很快就建好了這些防禦工事，而且因為守備得當，那些搶掠事件亦沒有了。王觀任官以身作則，清廉樸素，下屬都承襲上司王觀的作風。
後來魏明帝召王觀為治書侍御史，典行臺獄。太尉司馬懿後來更請王觀出任他的從事中郎，後先後轉職尚書、河南尹和少府。
明帝死後，輔政的大將軍曹爽專權，生活奢侈，曾命材官張達銷毀一些其府中木材和一些私人物品，王觀知道後不畏曹爽權勢，將張達免職。另少府屬下三個尚方御府內有很多珍奇玩物，曹爽常常要求取用，但又害怕王觀的守法不阿，最終將王觀調任太僕，以方便自己取利。
正始十年（249年），司馬懿發動高平陵之變，以奪取朝廷大權，王觀亦被任命為行中領軍，佔據曹爽弟弟、中領軍曹羲的軍營並接管其軍隊。曹爽投降被斬殺後，王觀因功爵關內侯，復任尚書，加駙馬都尉。
正元元年（254年），曹芳被廢，曹髦繼位為帝，王觀進封中鄉亭侯。後加光祿大夫，轉任尚書右僕射。
景元元年（260年），魏元帝曹奐繼位，進封陽鄉侯，於六月癸亥日（7月6日）遷任司空。但上任數日後即辭官回家休養，同年十月在家中逝世，死後下令節葬。諡肅侯。

## 性格特徵
- 王觀為人無私，明帝即位後命各郡縣評為劇、中和平三級，王观此时正担任涿郡太守。主者建議王观上奏涿郡為中或平，王觀則稱涿郡靠近邊境，鲜卑时常侵犯，應該說是劇。主者说如果郡被评为剧，那太守就要送质子。王观說要為讓在邊境受外虜侵擾的人少有遙役才如實稱劇，寧願送質子到鄴城也不可以有負人民。最總王觀還是上奏涿郡為劇，並派他唯一而幼弱的兒子到鄴城作質子。

## 子女
- 王悝，嗣子，咸熙年間改封膠東子。

## 延伸阅读
[在维基数据编辑]
 《三國志/卷24》，出自陳壽《三國志》

| 前任： 王昶 | 曹魏司空 260年 | 繼任： 王祥 |

1. 1 2  《三國志·三少帝紀·陳留王》：（景元元年夏六月）癸亥，以尚书右仆射王观为司空，冬十月，观薨。